# Elmantis trincomaliae
Elmantis trincomaliae es una especie de mantis de la familia Mantidae.

## Distribución geográfica
Se encuentra en la India y Sri Lanka.